# 超人計画
「超人計画」とは、角川書店から出版されている滝本竜彦の小説、エッセイである。

## 内容
「滝本竜彦が超人になる計画」であり、滝本は冒頭で「己のルサンチマンを捨て、立派な超人になる修行過程を書ききることこそがこの連載エッセイの唯一にして至上の目的（一部省略）」と記している。
作中にはマジックマッシュルーム等のドラッグに関する記述がある。最後に注意書きがある。